# Manifeste pour la vie
Ne doit pas être confondu avec l'association du même nom visant à réduire l'insécurité routière
Le Manifeste pour la vie est un collectif de femmes corses créé en janvier 1995, dont l'objectif est d'appeler à lutter contre les meurtres en série et les actes de violence qui ont lieu en Corse.

## Contexte
À la fin de l'année 1994, la Corse est endeuillée par une série de meurtres politiques et mafieux, dans un contexte de guerre fratricide entre nationalistes,. En réaction à cette recrudescence de violence et à l'apparente impuissance des autorités, un collectif féminin initie en janvier 1995 le « Manifeste pour la vie ».

## Objectif
Le mouvement, né à Bastia, vise à contrer l'état de non-droit prévalant sur l'île. Le manifeste rédigé exprime un rejet des méthodes violentes et des compromissions politiques, tout en plaidant pour l'application équitable de la loi et une gestion transparente des affaires publiques. Le texte recueille rapidement l'adhésion de deux mille femmes d'origines diverses, engendrant des manifestations significatives en 1995 et 1996.

## Texte
Le manifeste commence par ces phrases :

« Moi, femme, mère, sœur, épouse de Corse, je prends résolument le parti de la vie et déclare la guerre à la violence qui règne dans ce pays.

Je refuse

 - L'Etat de non-droit,

 - La dérive aveugle,

 - La Peur,

 - Les bouches cousues,

Et, parce que je veux croire possible une société libre, ouverte et démocratique, de toutes mes forces je m'emploierai à la construire. »

## Composition
La militante nationaliste et féministe Victoire Canale,, Marie-Jeanne Nicoli, Paule Graziani,, Marie Stéfanini et Pauline Sallembien comptent parmi ses 32 cofondatrices. La plus jeune porte-parole est Serena Battestini, 17 ans, fille d'Antoine Battestini, membre fondateur du FLNC.
Le mouvement, caractérisé par son absence de hiérarchie et de représentativité formelle, adopte une stratégie d'action discrète mais persistante. Les signataires, agissant individuellement, contribuent à l'émergence d'une conscience citoyenne transcendant les clivages traditionnels. En 1998, le nombre total de signataires s'élève à 6 000.

## Actions de sensibilisation
Après 1995, le collectif s'engage dans un travail de fond, menant des actions de sensibilisation dans divers milieux et organisant des rencontres avec les instances judiciaires et d'autres acteurs engagés.
Le premier ministre Alain Juppé rencontre des femmes du collectif en 1996, et une délégation est reçue par la garde des Sceaux Élisabeth Guigou en 1998. En 2002 Nicole Fontaine reçoit des femmes du Manifeste au Parlement européen.

## Poursuites judiciaires contreU Ribombu
En 1997, l'hebdomadaire nationaliste U Rimbombu est poursuivi pour injures sexistes par quatre femmes du mouvement.
Lors du procès à Ajaccio, Mesdames Canale Victoire, Nicoli Marie Jeanne, Ottavi Marie Jo et Poli Marthe– partie civile – seront défendues par Me Christiane Rocca-Massoué, du barreau d'Ajaccio et 
par Gisèle Halimi du barreau de Paris
Yvette Roudy et Roselyne Bachelot sont citées comme témoins,. Le directeur de la publication est condamné à deux mois de prison avec sursis et 80 000 francs d'amende. Un procès en appel a lieu en juin 1998.

## Manifestation du 11 février 1998
Cinq jours après l'assassinat du préfet de Corse Claude Erignac, le mercredi 11 février 1998, 40 000 personnes manifestent dans les rues d'Ajaccio et de Bastia à l'appel des femmes du Manifeste pour la vie pour signifier « leur rejet de la violence et leur adhésion aux valeurs de l'État de droit républicain »,,,. Il s'agit des plus grandes manifestations de l'histoire de la Corse,.

## Impact
Dans sa thèse sur la place de la femme dans l’espace public en Corse, la docteure en sciences de l'information et de la communication Charlotte Cesari consacre plusieurs pages à l'occupation de l'espace médiatique local et national du Manifeste pour la vie, leurs transgressions des prérogatives de genre, et la dimension désormais pérenne du mouvement rendue possible par les projets d'archives conduits par l'INA et l'université de Corse-Pascal-Paoli.